# Рощинський провулок (Київ)
Ро́щинський прову́лок — провулок у Солом'янському районі міста Києва, місцевість Солом'янка. Пролягає від Кавказької вулиці до тупика.

## Історія
Виник на початку XX століття (вперше позначений на карті 1914 року) під сучасною назвою. До 1950-х років до складу провулку входила також теперішня Кубанська вулиця, до якої до 1980-х років доходив провулок (скорочено до сучасних розмірів у зв'язку зі зміною забудови).

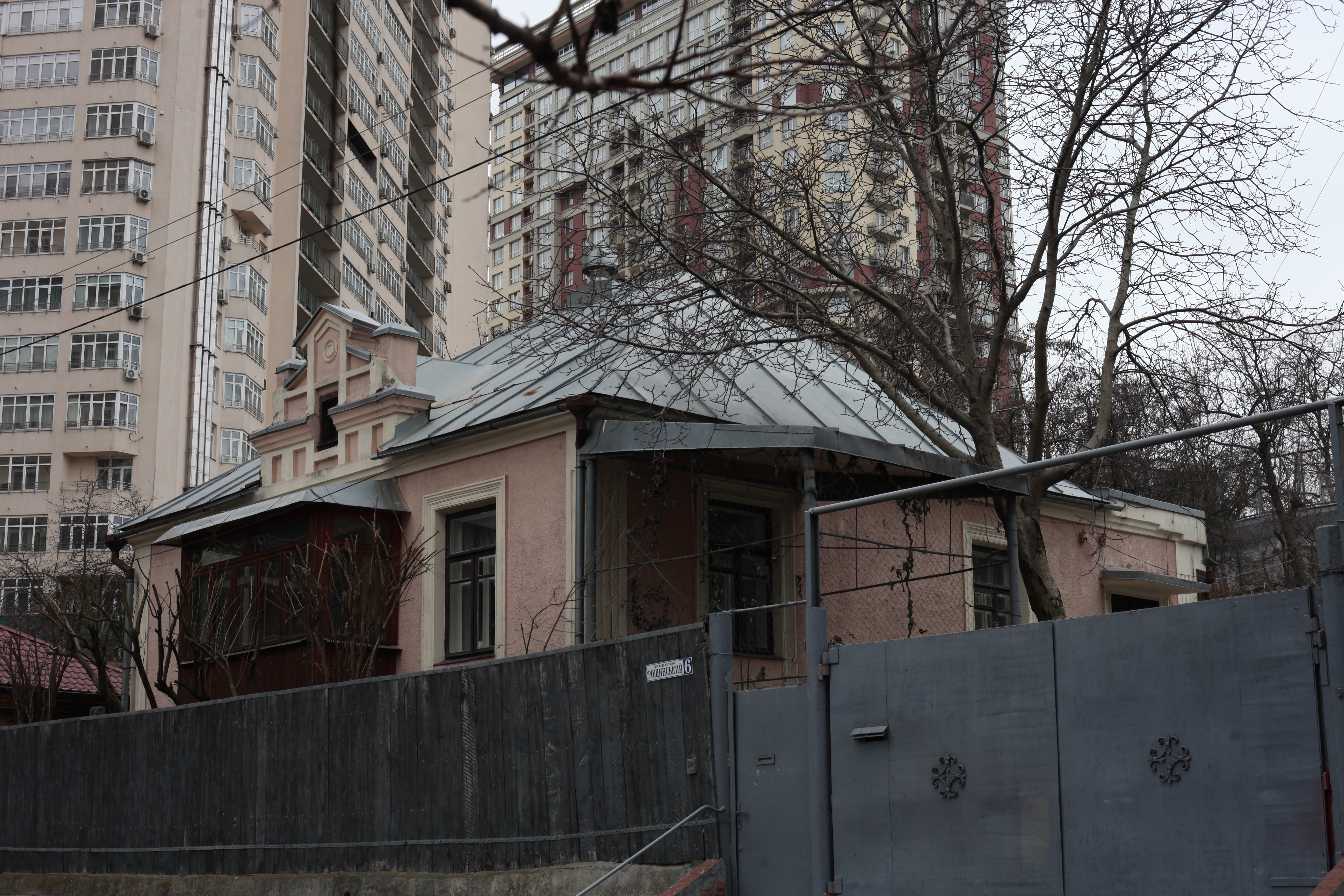
Будинок №6 на Рощинському провулку